# Funtumia africana
Funtumia africana là một loài thực vật có hoa trong họ La bố ma. Loài này được (Benth.) Stapf mô tả khoa học đầu tiên năm 1901.